# Силаговые
Силаговые, или силлаговые (лат. Sillaginidae), — семейство морских лучепёрых рыб из отряда Spariformes. Широко распространены в Индо-Тихоокеанской области. Морские придонные рыб. Обитают в прибрежных водах, некоторые виды заходят в эстуарии и устья рек. Многие виды имеют важное промысловое значение. Популярные объекты спортивной рыбалки. Некоторые виды выращиваются в аквакультуре.

## Описание
Тело удлинённое, несколько сжато с боков, покрыто ктеноидной чешуёй; на щеках чешуя ктеноидная или циклоидная. Рыло заострённое с конечным ртом. На жаберной крышке есть короткий острый шип. На обеих челюстях щетинковидные зубы расположены полосками. Клыковидные зубы на верхней челюсти имеются только у Sillaginopsis. На сошнике зубы расположены изогнутой полоской. На нёбе зубы отсутствуют. Боковая линия полная, почти прямая, тянется до хвостового плавника; количество чешуй в боковой линии значительно варьируется у разных видов от 50 до 141. На голове, рыле и челюстях хорошо развита сенсорная система. Два спинных плавника разделены небольшим промежутком. В первом спинном плавнике 10—13 тонких жёстких лучей, а во втором — один тонкий жёсткий луч и 16—27 мягких лучей. В длинном анальном плавнике две тонкие маленькие колючки и 14—26 мягких лучей. Хвостовой плавник выемчатый. Лучи в непарных плавниках соединены мембранами. В брюшных плавниках 1 колючий и 5 мягких лучей; на окончании первого луча обычно есть выступающие нити, служащие для контакта с дном при поисках пищи. У Sillaginopodys первый луч утолщён и используется для опоры на грунт. Плавательный пузырь либо отсутствует, или слабо развит, либо очень сложной формы с передними и боковыми выростами, которые проецируются в каудальную область; у большинства видов от вентральной поверхности плавательного пузыря отходит трубкообразный вырост, который идёт до мочеполового отверстия. Наличие и форма плавательного пузыря служат одним из диагностических признаков видовой принадлежности. Число позвонков варьируется от 32 до 44; их общее количество и соотношение брюшных, гемальных и каудальных служит для идентификации некоторых видов.
Большинство представителей семейства имеют довольно сходную окраску тела от бледно-коричневой до кремово-белой, у некоторых видов с серебристым оттенком. Нижняя часть тела обычно светлее верхней. Различия между видами заключаются только в форме и расположении пятен и полос на верхней части тела. Окраска плавников варьируется от желтоватой до бесцветной.
Силаговые — рыбы среднего размера. Максимальная длина тела представителей разных видов варьируется от 15 до 51 см. Только Sillaginodes punctatus достигает длины 72 см и массы 4,8 кг.

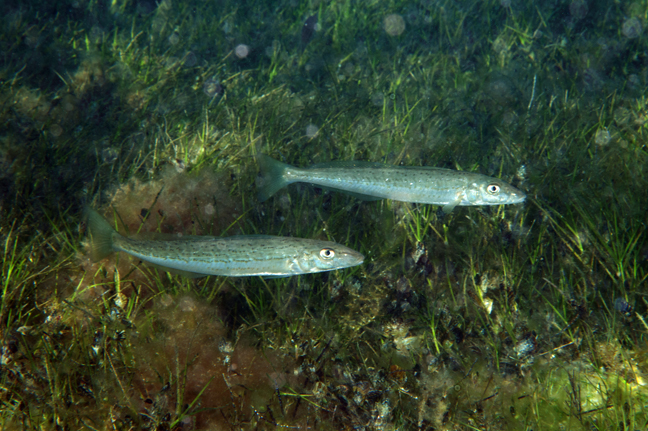
Sillaginodes punctatus

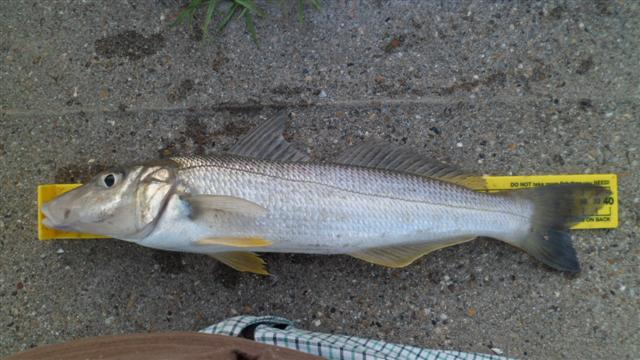
Sillago ciliata

## Биология
Силаговые — морские придонные стайные рыбы. Обитают в прибрежных водах на открытых песчаных отмелях, над илистыми грунтами, а также на прибрежных мелководьях, подверженных сильному волновому воздействию. Некоторые виды заходят в эстуарии, устья рек и даже задерживаются в пресной воде в течение длительных промежутков времени. Молодь встречается в манграх или в зарослях морских трав на глубине в несколько сантиметров. Некоторые виды силаговых встречаются на глубине до 180 м. Способны полностью зарываться в песок в случае опасности.

### Питание
Взрослые особи силаговых питаются полихетами, разнообразными ракообразными (креветки, крабы) и в меньшей степени иглокожими и мелкими рыбами. В поисках пищи важную роль играет хорошо развитая сенсорная система. С помощью заострённого рыла выкапывают пищевые организмы из песка и ила. Молодь питается мелким зоопланктоном (копеподы).

## Классификация
В составе семейства выделяют 5 родов:
- Род Sillaginodes Gill, 1861 — Силагиноиды, или силлагиноиды
  - Sillaginodes punctatus (Cuvier, 1829) — Силагиноид, или пятнистый силлагиноид
- Род Sillaginopodys Fowler, 1933
  - Sillaginopodys chondropus (Bleeker, 1849)
- Род Sillaginops Kaga, 2013
  - Sillaginops macrolepis (Bleeker, 1859)
- Род Sillaginopsis Gill, 1861 — Малоглазые силаги, или малоглазые силлаги
  - Sillaginopsis panijus (Hamilton, 1822) — Малоглазая силага, или малоглазая силлага
- Род Sillago Cuvier, 1817 — Силаги, или силлаги — 31 вид

## Распространение
Представители семейства силаговых широко распространены в Индо-Тихоокеанской области от восточного побережья Африки, Красного моря и Персидского залива до Японии и Тайваня и на юг до Австралии; а также у островов Тихого океана вплоть до Новой Каледонии. Наибольшей численности достигают у берегов Индии, Китая, Тайваня, Юго-Восточной Азии, Индонезии и северной Австралии. Один из видов Sillago sihama через Суэцкий канал проник из Красного моря в Средиземное море, где натурализовался и достиг высокой численности.